# Walter De Donder
Walter de Donder, né le 12 juillet 1960 à Bruges, est un acteur flamand.
De Donder est un militant et homme politique actif au sein du CD&V et fut élu en 2000 sous la bannière du CVP. Il est échevin de la culture à Affligem depuis 2007. À partir du 1er janvier 2011, il devient bourgmestre d'Affligem.

## Filmographie

### Télévision
- 1989 : Samson en Gert : Meneer de burgemeester
- 1992 : F.C. De Kampioenen : De Haptonoom
- 1998 : Kabouter Plop : Kabouter Plop
- 2000 : Brussel Nieuwsstraat : Flik
- 2005 : Zone stad

### Cinéma
- 1996 : God, verdomme!?
- 1999 : De kabouterschat : Kabouter Plop
- 2000 : Plop in de wolken : Kabouter Plop
- 2003 : Kabouter Plop en de toverstaf : Kabouter Plop
- 2004 : Plop en Kwispel : Kabouter Plop
- 2005 : Plop en het vioolavontuur : Kabouter Plop